# Paul Virilio
Paul Virilio, né le 4 janvier 1932 dans le 8e arrondissement de Paris et mort le 10 septembre 2018 à Rueil-Malmaison, est un maître-verrier, architecte et philosophe français.
Partisan d'une architecture oblique, il est principalement connu pour ses écrits sur la technologie et la vitesse dont l'alliance constitue à ses yeux une « dromosphère ». Il a également étudié les risques inhérents à la technologie.

## Biographie
Paul Virilio naît en 1932 à Paris d'un père italien communiste et d'une mère bretonne catholique. Enfant, il vit les bombardements de Nantes pendant la Seconde Guerre mondiale. Ceux-ci vont non seulement le marquer profondément mais orienter toute sa future réflexion et sa compréhension du monde : « Nous étions bombardés par les Alliés. Pour un môme de dix ans, il y a là quelque chose de philosophique : ceux qui nous tuent on les aime, ceux qui nous occupent on les hait. Je suis l’enfant de cette perplexité, de cette ambiguïté. » À cette époque naissent les thèmes qui seront au centre de sa réflexion : la guerre comme état général du monde contemporain, la vitesse de destruction comme facteur déterminant, l’espace de la ville en voie d’anéantissement, la face mortifère de la puissance technique.
Il suit une formation de maître verrier à l'École des métiers d'art de Paris ainsi que les cours de Vladimir Jankélévitch et de Raymond Aron à la Sorbonne. Il collabore aux vitraux d'Henri Matisse à Saint-Paul-de-Vence et de Georges Braque à Varengeville. En 1950 il se convertit au catholicisme. Avec sa femme, il dirige une galerie de peinture rue de l’Ancienne Comédie, avant de monter, en 1955, leur atelier de vitrail, rue Rousselet. Il est rappelé en 1956 pendant la guerre d'Algérie, puis devient le maître verrier de Serge Rezvani, et réalise pour celui-ci les vitraux de l'église St-Nicolas de Oye-et-Pallet.
En 1958, il entreprend une étude phénoménologique sur les territoires militaires, en particulier sur les bunkers du mur de l'Atlantique.
En 1963, il fonde avec l'architecte Claude Parent, le sculpteur Morice Lipsi et le peintre Michel Carrade le groupe Architecture Principe. La revue du même nom compte 10 numéros, puis est suivie d'un manifeste pour une architecture oblique.
En 1965, il met sur pied l’exposition Exploration du futur dans les salines d’Arc-et-Senans et réalise l'année suivante avec Claude Parent l’église Sainte Bernadette du Banlay à Nevers, qui expérimente l’oblique à l’intérieur d’un bloc de béton, et que de nombreux paroissiens et visiteurs prennent pour un bunker. En 1967, il réalise le Centre de recherche aérospatiale de l’entreprise Thomson-Houston à Vélizy-Villacoublay.
En 1968, il intègre l'École spéciale d'architecture (ESA) de Paris comme chef d'atelier, et y effectue toute sa carrière jusqu'en 1997, devenant professeur, puis directeur, puis président. C’est là qu’il invente le « triptyque » : l’étudiant doit remettre un mauvais projet, puis celui qu’il considère bon et enfin celui qui dépasse et enveloppe les deux précédents.
Paul Virilio entre en 1969 au comité de rédaction de la revue Esprit, co-fonde en 1972 la revue Cause commune en compagnie de Jean Baudrillard et de Georges Perec et contribue à partir de 1975 à la revue Traverses. Il dirige la collection L'Espace critique aux éditions Galilée, dans laquelle il publie Espèces d'espaces de Georges Perec, ainsi que des textes de Félix Guattari ou d'Ignacio Ramonet, sans compter plusieurs de ses propres œuvres. En 1975 il est le curateur et le coordinateur du catalogue de l'exposition Bunker archéologie au Musée des arts décoratifs de Paris.
Dans les années 1980, aux côtés du père Patrick Giros il s'engage en faveur des sans logis et des exclus. En 1992, il fait partie du Haut Comité pour le logement des personnes défavorisées, créé à la demande de l’abbé Pierre. En 1993, il participe au lancement du concours Balises urbaines dont l'objectif est  de créer un mobilier urbain permettant aux Sans Domiciles Fixes d'accéder à une domiciliation, à des moyens de communication et à des équipements sanitaires. Ce concours a peu de succès.
En 1991, Paul Virilio inaugure avec La Vitesse, la première des expositions qu'il réalise pour la Fondation Cartier. Suivent Ce qui arrive en 2002et Terre natale, Ailleurs commence ici en 2008.
Retiré à La Rochelle, Il décède le 10 septembre 2018. Le 3 avril 2019 y est inaugurée une Allée Paul Virilio.

## Architecture
La carrière de Paul Virilio commence par l'architecture. Après ses recherches photographiques sur les bunkers du mur de l’atlantique, il pense l'espace différemment, et cherche à définir une pensée topologique, sous l'influence de la Gestaltthéorie. Pour lui, le corps engage l'espace, et l'espace doit être redéfini par rapport au corps. C'est ainsi qu'il théorise en 1964 avec Claude Parent l'architecture oblique, qui implique une perception continue de l’espace. Un de leurs projets est un instabilisateur pendulaire : deux espaces inclinés dans lesquels ils pensaient s’enfermer indépendamment l’un de l’autre pendant 6 mois pour voir comment la pente, l’oblique pouvaient changer l’idée de perception de l’espace.
L'Agence Architecture principe de Parent et Virilio, auxquels s'est joint Jean Nouvel, est active jusqu'en 1968. Les événements de cette année-là conduisent à une rupture entre Virilio et Parent, entre « un anarchiste de droite libéral et un fils d’ouvrier, catholique fervent, influencé par le situationnisme. »
La réalisation majeure de l'architecture oblique est l'Église Sainte-Bernadette du Banlay, bunker cassé en deux avec deux plans inclinés, reflétant l'idée d’une dialectique négative, suspendue.

## Philosophie
Ian James a dégagé 6 thèmes dans la pensée de Virilio : politiques de la perception, vitesse, virtualisation, guerre, politique et art. John Armitage les réduit à trois :  architecture, art et technologie.
Rémy Paindavoine avait fédéré dès 1994 ce foisonnement de textes et de réflexions en un axe unique : la fondation d’une théorie de la vitesse, une dromologie (du grec dromos, course, et logos, science). La vitesse est le fil directeur de l’œuvre de Virilio, le concept fondateur de sa pensée. La question de la vitesse hante toutes ses réflexions, dans la mesure où il ne la considère pas comme un phénomène, mais comme la relation entre les phénomènes.

### Vitesse
Pour Virilio, la vitesse détache brutalement du réel, des autres, et de soi-même, et porte en elle une menace pour l’humanité, qu’il faut comprendre pour mieux la conjurer.
L’accélération produit la fuite hors d’ici et de maintenant. Par la vitesse, l’homme poursuit l’utopie d’un monde sensible réduit à rien. La vitesse appelle et provoque le vide, réalisant le rêve le plus fou de la métaphysique : la fin du monde physique.
La vitesse est aussi la mise à néant des autres, qui ne font que passer avant de disparaître à tout jamais. La décomposition du lien social n’est qu’un effet de l’accélération, car la vitesse disperse et isole, menace la vie démocratique qui nécessite lien social, rencontres et discussions. La ville n’est plus qu’un échangeur routier ou ferroviaire, et non plus un lieu d’échanges sociaux et culturels. Absent au monde, absent aux autres, le voyageur est aussi absent à lui-même : il est passé de l’être là à n’être plus là.
Les médias comme les nouvelles technologies sont soumis à la dictature de la vitesse. Avec eux, l’homme s’absente du monde, car mouvement et aveuglement ont partie liée : la vision exige l’arrêt et le repos, par exemple en regardant une peinture. Les télétechnologies suppriment la nécessité de se déplacer dans l’espace, l’accélération absolue entraine la fin de « l’être-dans-le-monde ».
Ainsi, la vitesse nie l’espace réel et empêche la réflexion, car quand la vitesse s’accroit, la liberté décroit. S’abstraire de la vitesse est une utopie, mais prendre conscience de ses effets, être lucide face à elle, implique déjà une forme de liberté.

#### Vitesse et guerre
Virilio établit un lien direct entre vitesse et violence, entre vitesse et guerre. Ainsi les nazis ont choisi la vitesse lors de la seconde guerre mondiale.
La vitesse est issue de la guerre, et la disparition est une création militaire, avec ses avions furtifs. Inversement la vitesse est l’enjeu de la guerre, et le contraire d’un progrès, car elle est dans son essence intime une violence exterminatrice, une guerre non seulement aux autres, mais aussi au monde.
Virilio définit  trois types de guerre : le premier type est la guerre civile ; le deuxième type, une guerre entre armées ; le troisième type est une guerre contre les civils, menée par des gangs, des mercenaires ou des terroristes.
Aujourd'hui, la guerre est devenue un spectacle, avec ses images détachées de la réalité de la destruction des images et des corps, comme la guerre du Golfe de 1991, pendant laquelle le désert est devenu un écran. Virilio nomme ce processus « déréalisation cinématique ».
En même temps, le souci de sécurité territoriale est remplacé par un souci de sécurité et d’avance technologique, et une nouvelle réalité d’événements transmis en temps réel conduit à un chaos culturel, tant dans la sphère privée que dans une sphère publique déterritorialisée, mais politisée et militarisée.

#### Vitesse et temps
Pour Virilio, les nouvelles technologies ont abouti à une inertie générale : le temps réel de l’interactivité a dépassé l’espace réel.
La violence multiforme faite au temps, à l’espace, aux images, aux mots, aux pensées, aux corps n’est pas seulement symbolique. Elle concerne les affects, puisque l’information mondiale en temps réel produit des émotions collectives planétaires que Virilio nomme « communisme des affects ». Une exacerbation des haines, des imprécations, des violences verbales et physiques résulte de ce monde surinformé et désinformé. Virilio définit en réponse une « écologie grise » qui serait celle de l’économie du temps, pour retrouver des repères temporels.

#### Vitesse et perception
Virilio peut être considéré comme un continuateur des réflexions de Walter Benjamin ou d’Husserl sur l’importance des circonstances historiques dans l’organisation de la perception.
Pour lui, l’art n’est plus une représentation, mais une présentation qui mène à l’aveuglement. Là encore, le temps réel remplace l’espace réel.
Ainsi, les images de la destruction du World Trade Center le 11 septembre 2001 seraient l’archétype de ce qu'il nomme l’esthétique de la disparition, qui fait disparaître l’absence elle-même, au profit du temps réel. L’objectif photographique ou cinématographique est devenu l’arbitre de la vérité et du savoir. La vision dépend des pixels d’un écran informatique, qui n’ont rien de commun avec le monde réel et ne font que produire des images statistiques, donc des illusions rationnelles. En 1988, dans La Machine de vision, il prédit la production d’images par des machines pour d’autres machines, et l’obsolescence de la perception humaine due à l’intelligence artificielle.
Il étend cette notion à la démocratie représentative, qu’il voit être remplacée par une démocratie présentative, voire virtuelle. Pour lui, lors des campagnes électorales, les images sont plus puissantes que les mots pour créer du consensus, et l’on passe du politiquement correct à l’optiquement correct, sans possibilité d’images dissidentes ou alternatives.

### Accident
La notion d'accident apparaît à Virilio comme l'ultime révélateur des dégâts résultant du progrès. L’accident n’est plus dû au hasard, mais il est systémique et montre l’envers de la science. La vitesse fait de l’accident une catastrophe, qui peut mettre fin à notre époque. Car sous l’assaut de la vitesse, notre relation aux dimensions, à la grandeur nature est bouleversée. L’accident provient de l’écrasement des dimensions, des rapports de proportion. Croire que l’on peut l’éviter est un déni.
Virilio propose donc une science des accidents, possible pour peu que l’on accepte que toute innovation technologique générera un accident dans le futur. Il est en effet nécessaire de retourner l'accident pour continuer à habiter le monde. Si l'accident intégral implose en nous, nous devons trouver une réaction. « Virilio n’est pas un Cassandre. Au contraire, il propose des solutions pour aller au-delà du fatalisme. Il souhaite décrire le désastre pour pouvoir mieux s’y opposer. » Il pratique un « catastrophisme d’éveil. »
En 2003, l’exposition Ce qui arrive préfigure le Musée des accidents que Virilio souhaite depuis longtemps créer, en même temps qu'une Université du désastre.

## Réception
Des reproches ont été faits à Virilio quant à la forme de ses ouvrages, en particulier « l'agaçante stratégie consistant à mettre l’accent sur certains mots, et plus particulièrement sur d’improbables néologismes, en les écrivant en MAJUSCULES »
Virilio fait partie des auteurs pris à partie par Alan Sokal et Jean Bricmont dans leur ouvrage Impostures intellectuelles : « Ce qui est présenté comme « science » est un mélange de confusions monumentales et de fantaisies délirantes. Par ailleurs, les analogies scientifiques sont les plus arbitraires qu’on puisse imaginer, quand l’auteur ne sombre pas tout simplement dans l’ivresse verbale. »
D'autres critiques sont plus modérés : « Si l'imposture intellectuelle n'est pas loin, on peut néanmoins saluer « l'appel à la résistance » créative de ce dialogue proprement passionné. Qu'importe la réalité objective des énoncés scientifiques, on se laisse facilement séduire par l'alchimie linguistique d'un Virilio tour à tour penseur de la vitesse, urbaniste hanté par ses souvenirs de la Seconde Guerre mondiale, critique post-moderne et citoyen du monde. L'urbaniste éclairé cède le pas au visionnaire de l'Apocalypse : il appelle à la résistance. Résistance à la « tyrannie » du temps réel et de la perception qui, de dressage oculaire en capteurs sensoriels, enferment l'individu solitaire dans une tour de Babel, tout en préparant le terrain à de nouvelles catastrophes. »
Virilio se voit parfois renvoyé à son propre piège : « Ses travaux innombrables reflètent la même expérience de sur-vitesse qu’ils critiquent, en offrant des images fragmentées, des instantanés de l’état du monde à un moment donné, des faits, des histoires qui submergent le lecteur. Il n’en propose ni analyse ni commentaire, et ne théorise que leur combinaison et juxtaposition. »
Car Virilio ne conclut pas : « Pareille démarche ne demeure pas moins ambiguë, et donc sujette à quantité de malentendus. Surtout, elle demeure exposée à ces questions : par quoi au juste remplacer le monde actuel, et comment s’y prendre ? Ces interrogations demeurent sans réponse explicite chez Virilio. »
Cependant ses qualités de visionnaire sont aujourd'hui reconnues : 
- « Une fois écartées les prétentions scientifico-prospectives, une pensée bien vivante apparaît qui s'inscrit en porte-à-faux contre le mythe communicationnel du rapprochement des peuples par les nouvelles technologies[40]. »
- « Quantité de thèmes devenus aujourd’hui évidents dans la réflexion politique et l’action militante ont été abordés et explorés par Virilio à un moment où personne, ou presque, ne s’y intéressait[41] »

## Œuvres

### Anthologie
- La fin du monde est un concept sans avenir. Œuvres 1957-2010 (préf. Eyal Weizman), Paris, Seuil, 2012, 1248 p. (ISBN 978-2021483888)[17].

### Ouvrages
- Le Pourrissement des sociétés, collectif, Union générale d'éditions, 1975
- Bunker Archéologie. étude sur l'espace militaire européen de la Seconde Guerre mondiale,  éd. CCI, 1975. Rééd. Galilée, 2008.
- Essai sur l'insécurité du territoire : essai sur la géopolitique contemporaine,  éd. Stock, 1976, réédité en 1993 aux éditions Galilée
- Vitesse et Politique : essai de dromologie,  éd. Galilée, 1977.
- Nomades et Vagabonds, collectif, Union générale d'éditions 1977.
- Défense populaire et luttes écologiques,  éd. Galilée, 1978.
- Esthétique de la disparition, Paris: Balland 1980.
  - n. éd. Paris: Galilée 1989.
- Accident catastrophe, collectif, avec Jean Baudrillard et Georges Sebbag, Aubier, 1982.
- La Crise des dimensions : la représentation de l'espace et la notion de dimension, École spéciale d'architecture, 1983.
- « Logistique de la perception », Cahiers du Cinéma,  éd. de l'Étoile, 1984.
- L'Espace critique : essai sur l'urbanisme et les nouvelles technologies,  éd. Christian Bourgois, 1984.
- L'Horizon négatif : essai de dromoscopie,  éd. Galilée, 1984.
- « L'Inertie polaire », Reinhard Mucha : Glabeck : Musée national d'art moderne, Éditions du Centre Pompidou, 1986.
- La Machine de vision : essai sur les nouvelles techniques de représentation,  éd. Galilée, 1988.
- De l'instabilité, collectif, Centre national des arts plastiques, 1989.
- L'Inertie polaire : essai sur le contrôle d'environnement,  éd. Christian Bourgois, 1990.
- L'Écran du désert : chroniques de guerre,  éd. Galilée, 1991.
- Guerre et Cinéma 1. Logique de la perception., Cahiers du cinéma, 1991.
- L'Art du moteur,  éd. Galilée, 1993.
- La Vitesse de libération,  éd. Galilée, 1995.
- Architecture principe : 1966 et 1996, avec Claude Parent, les  éd. de l'Imprimeur, 1996.
- Un paysage d'événements,  éd. Galilée, 1996.
- Cybermonde, la politique du pire : entretien avec Philippe Petit, les  éd. Textuel, 1996[42].
- Voyage d'hiver : entretiens,  éd. Parenthèses, 1997.
- La Bombe informatique : essai sur les conséquences du développement de l'informatique,  éd. Galilée, 1998.
- Portraits. Réel/Virtuel, collectif, avec Catherine Ikam, Louis Fléri, Jean-Paul Vargier, Maison Européenne de la Photographie, 1999.
- Klasen : études d'impact, Expressions contemporaines, 1999.
- Stratégie de la déception : à partir du conflit au Kosovo, réflexion sur la stratégie militaire du contrôle et de désinformation tous azimuts,  éd. Galilée, 2000.
- La Procédure silence,  éd. Galilée, 2000.
- Ce qui arrive, Paris: Galilée 2002.
- Discours sur l’horreur de l’art, entretiens avec Enrico Baj, Atelier de création libertaire, 2003[43].
- Ville panique : Ailleurs commence ici,  éd. Galilée, 2003[44].
- L'Art à perte de vue,  éd. Galilée, 2005.
- L'accident originel,  éd. Galilée, 2005.
- L'Université du Désastre,  éd. Galilée, 2007.
- Le Futurisme de l’instant : stop-eject,  éd. Galilée, 2009.
- Terre natale : ailleurs commence ici, collectif, Actes sud, 2009
- « Accident de tempo » in Regards sur la crise. Réflexions pour comprendre la crise… et en sortir, ouvrage collectif dirigé par Antoine Mercier avec Alain Badiou, Miguel Benasayag, Rémi Brague, Dany-Robert Dufour, Alain Finkielkraut, Élisabeth de Fontenay…, Paris, Éditions Hermann, 2010.
- Le Grand Accélérateur,  éd. Galilée, 2010.
- L'Administration de la peur, entretien avec Bertrand Richard,  éd. Textuel, 2010.
- Regards sur le sport, collectif, dirigé par Benjamin Pichery et François L'Yvonnet, Le Pommier/INSEP 2010.
- La Pensée exposée : textes et entretiens pour la Fondation Cartier pour l'art contemporain, Actes Sud, 2012.
- Le Littoral, la dernière frontière, entretien avec Jean-Louis Violeau, Sens & Tonka, 2013.

## Réalisations architecturales et vitraux
- Église paroissiale Saint-Nicolas à Oye-et-Pallet, les vitraux (verre et plomb) sont dessinés par Serge Rezvani et ils sont exécutés par Paul Virilio, vers 1956.
- Église Sainte-Bernadette du Banlay à Nevers, avec Claude Parent, 1966.
- Centre de recherche aérospatiale de la Thomson-Houston à Vélizy-Villacoublay, 1969.
- Église Notre-Dame-des-Pauvres d'Issy-les-Moulineaux, les vitraux sont dessinés par Léon Zack et ils sont exécutés par Henri Déchanet et Paul Virilio.
- Couvent de la Clarté-Dieu à Orsay, les vitraux sont dessinés par Serge Rezvani et ils sont exécutés par Henri Déchanet et Paul Virilio.

## Expositions
- Bunker Archéologie, en 1975. Musée des arts décoratifs. Centre de création industrielle[5].
- La Vitesse, Fondation Cartier, juin-septembre 1991[8].
- Ce qui arrive, Fondation Cartier, décembre 2002 à mars 2003[9].
- Terre Natale, Ailleurs commence ici, avec Raymond Depardon à la Fondation Cartier pour l'art contemporain, mars 2008-novembre 2009[10].

## Distinction
- Grand prix national de la critique architecturale (1987) décerné par le ministère de l'Équipement, du Logement, de l'Aménagement du Territoire et des Transports.